# Xenophidion
Xenophidion är ett släkte av kräldjur som upptäcktes och beskrevs av de tyska zoologerna Günther och Manthey 1995.
Släktet ingår enligt Catalogue of Life i familjen Tropidophiidae. Enligt The Reptile Database utgör Xenophidion en självständig familj Xenophidiidae.
Arterna är med en längd upp till 75 cm små ormar. De vistas främst i ursprungliga regnskogar och äter maskar samt insekter och deras larver. Honor lägger antagligen ägg.

## Utbredning
Xenophidion är ett släkte som förekommer endemiskt i Malaysia. X. acanthognathus förekommer på Borneo och X. schaeferi på Selangor i närheten av Kuala Lumpur.

## Kladogram
Arter enligt Catalogue of Life:
- Xenophidion acanthognathus
- Xenophidion schaeferi